# Damian Zieliński
Damian Zieliński (ur. 2 grudnia 1981 w Szczecinie) – polski kolarz torowy, trzykrotny olimpijczyk.

## Kariera
Zawodnik GK Piast Szczecin i trenera Zygfryda Jaremy, klub wcześniej pod nazwą SSPS Piast Szczecin. Przygodę w kolarstwem rozpoczął w Gryfie Szczecin prowadzonym przez Waldemara Mosbauera. W 2011 roku wraz z trenerem Jaremą i innymi zawodnikami stworzył w Szczecinie klub Piast Szczecin.
Wielokrotny mistrz Polski.
Uczestnik Igrzysk Olimpijskich w Atenach w 2004 (indywidualnie w Atenach zajął 7. miejsce w sprincie, 9. miejsce drużynowo). Uczestnik igrzysk Londyn 2012. Finalista keirin na Igrzyskach Olimpijskich 2016 w Rio de Janeiro (6. miejsce).
Brązowy medalista Mistrzostw Europy U-23 w 2003 w sprincie i keirinie, Mistrz Europy w omnium sprinterskim oraz wicemistrz Europy w sprincie drużynowym z 2004, zwycięzca Pucharu Świata z 2004 (sprint indywidualny) i 2006 (sprint drużynowy), mistrz Europy w sprincie drużynowym z 2005, wicemistrz Europy w omnium sprinterskim z 2006. W 2011 wraz z Maciejem Bieleckim i Kamilem Kuczyńskim zdobył brązowy medal ME, w 2012 roku zdobył w sprincie drużynowym srebrny medal. Podczas Mistrzostw Europy na Gwadelupie w 2014 roku zdobył indywidualnie w sprincie srebrny medal, a rok później w Grenchen medal brązowy.
Zdobywca Pucharu Świata w sezonie 2015/16 w konkurencji sprintu. Na Mistrzostwach Świata w Londynie w 2016 roku zajął 4. miejsce w sprincie indywidualnym.
Żonaty. Ma córki bliźniaczki.

## Osiągnięcia
Igrzyska olimpijskie:
- 6. miejsce – keirin – Rio de Janeiro 2016.
- 7. miejsce – sprint drużynowy – Rio de Janeiro 2016.
- 7. miejsce – sprint indywidualny – Ateny 2004.
- 10. miejsce – sprint drużynowy – Londyn 2012.
- 14. miejsce – sprint indywidualny – Londyn 2012.

Mistrzostwa świata:
- 4. miejsce - sprint indywidualny - Melbourne 2004
- 4. miejsce - sprint indywidualny - Londyn 2016
- 5. miejsce - sprint indywidualny - Bordoux 2006
- 6. miejsce - sprint drużynowy - Antwerpia 2001

Mistrzostwa Europy:
- 1. miejsce – sprint indywidualny – Walencja 2004
- 1. miejsce – sprint drużynowy - Fiourenzoula 2005
- 2. miejsce – sprint drużynowy - Buttgen 2002
- 2. miejsce – sprint drużynowy - Walencja 2004
- 2. miejsce – sprint indywidualny - Kopenhadze 2006
- 2. miejsce – sprint indywidualny - Gwadelupa 2014
- 2. miejsce – sprint drużynowy - Panavezio 2012
- 3. miejsce – sprint indywidualny - Moskwa 2003
- 3. miejsce – keirin - Moskwa 2003
- 3. miejsce – sprint drużynowy - Apeldoorn 2011
- 3. miejsce – sprint indywidualny - Grenchen 2015
- 4. miejsce – sprint drużynowy - Pruszków 2010

Puchar Świata:
- zdobywca Pucharu Świata w sprincie indywidualnym - 2004
- zdobywca Pucharu Świata w sprincie drużynowym - 2006
- zdobywca Pucharu Świata w sprincie indywidualnym - 2016

Rekordy:
- rekord Polski na 200 metrów 2013 rok – 9.732 sek. Damian pięć razy poprawiał swój własny rekord Polski